# Basti (ägyptische Mythologie)
Basti war in der ägyptischen Mythologie einer der 42 beisitzenden Totenrichter, vor denen man sich nach dem Ableben zu rechtfertigen hatte. Jeder der Totenrichter war für ein bestimmtes Verbrechen zuständig. Basti richtete das "hinters Licht führen". Er wird im ägyptischen Totenbuch erwähnt.